# DetonatioN FocusMe
DetonatioN FocusMe (tiếng Nhật: デトネーション • フォーカスミー) là một tổ chức thể thao điện tử chuyên nghiệp có trụ sở tại Tokyo, Nhật Bản. Ban đầu tổ chức này được thành lập như là một đội tuyển Counter Strike: Global Offensive chuyên nghiệp.

## Liên Minh Huyền Thoại

#### Những năm đầu
Đội tuyển Liên Minh Huyền Thoại của DetonatioN Gaming bắt đầu từ một đội tuyển nghiệp dư có tên FocusMe, thi đấu độc lập cho đến khi được DetonatioN Gaming mua lại và đổi tên thành DetonatioN FocusMe. Đội hình đầu tiên của DetonatioN FocusMe bao gồm người đi đường trên Kodai "Gorira13" Ichimichi, người đi rừng Noritaka "Anelace" Takehara, người đi đường giữa Kyohei "Ceros" Yoshida, người đi đường dưới Yuta "Yutapon" Sugiura và Ryota "Maa" Nakano. Trước khi giải đấu League of Legends Japan League (LJL) được thành lập vào giữa năm 2014, DetonatioN FocusMe đã tham gia JCG Premier League, cán đích vị trí thứ 4 của giải đấu trừ một mùa giải.
DetonatioN FocusMe xếp cuối cùng trong số bốn đội của mùa giải đầu tiên của LJL, nhưng sau đó đã giành chiến thắng trong mùa giải thứ hai của LJL trong cùng năm. Chiến thắng đó đã mang lại cho đội một vé mời đến NLB của Hàn Quốc giai đoạn Mùa hè 2014, nơi họ để thua ở vòng đầu tiên của Gold League trước đội tuyển Prime Sentinel. Sau đó, DetonatioN FocusMe đã giành được vị trí đầu tiên trong giai đoạn vòng tròn của LJL Mùa Hè 2014, tiến đến trận chung kết tổng, nơi họ đánh bại Rascal Jester 3–2 trong một loạt trận BO5 kinh điển.

#### 2015
Vào ngày 23 tháng 1 năm 2015, DetonatioN FocusMe trở thành đội tuyển Liên Minh Huyền Thoại chuyên nghiệp toàn thời gian đầu tiên của Nhật Bản bằng cách giới thiệu mức lương và một gaming house như là chỗ làm việc và chỗ ở, điều mà các tổ chức khác ở Nhật Bản trước đây đã lảng tránh do sự kỳ thị của đất nước đối với trò chơi điện tử chuyên nghiệp. Sau khi giành chiến thắng trong trận chung kết LJL 2015 mùa thứ nhất với chiến thắng 3–0 trước đội chị em DetonatioN RabbitFive, DetonatioN FocusMe đã tham dự Giải đấu Wildcard Invitational 2015 (IWCI). Đội chỉ giành được một chiến thắng duy nhất trước Kaos Latin Gamers ở vòng bảng, kết thúc với thành tích 1-5 và xếp thứ 6 trong số bảy đội. Tại LJL 2015 mùa thứ 2, DetonatioN FocusMe xếp thứ hai nhưng sau đó lại giành chiến thắng trong trận chung kết lớn một lần nữa, giành một suất tham dự Giải đấu International Wildcard Invitational 2015 tại Thổ Nhĩ Kỳ. DetonatioN FocusMe đã giành chiến thắng đáng kinh ngạc trước đội Chiefs Esports Club của Úc và đội Bangkok Titans của Thái Lan trong ngày thi đấu đầu tiên, nhưng sau đó để thua tất cả các trận còn lại của họ trong ngày thứ hai và xếp cuối bảng.

#### 2016
Với LJL 2016 Mùa Xuân, DetonatioN FocusMe đã có được người đi rừng Yun "Catch" Sang-ho và hỗ trợ Han "viviD" Gi-hun từ SBENU Sonicboom. Đội đã giành vị trí đầu tiên sau loạt trận vòng tròn, chỉ để thua hai trận và kết thúc với thành tích 10–0. Trong trận chung kết tổng, DetonatioN FocusMe đã đánh bại Rampage với tỷ số 3–0, giúp họ đủ điều kiện tham dự IWCI 2016. DetonatioN FocusMe xếp thứ năm tại IWCI 2016 với thành tích 3-4, không thể đi tiếp vào vòng loại. Trong Giải đấu LJL 2016 Mùa Hè, DetonatioN FocusMe đứng thứ hai sau loạt trận vòng tròn và trong vòng loại trực tiếp và để thua Rampage ở trận chung kết với tỉ số 2-3 trong loạt trận BO5 kịch tính.

#### 2017
Trong cả 2 mùa giải LJL mùa Xuân và mùa Hè năm 2017, DetonatioN FocusMe đều đứng nhất trong loạt trận vòng tròn nhưng để thua Rampage trong trận chung kết tổng với tỉ số lần lượt là 0-3 ở giai đoạn Mùa Xuân và 2-3 ở giai đoạn Mùa Hè. DetonatioN FocusMe là một trong ba đội đại diện cho LJL tại Rift Rivals 2017 GPL-LJL-OPL, đội đã giành được chiến thắng 3-1 trước các đại diện của Garena Premier League (GPL) của Đông Nam Á.

#### 2018
DetonatioN FocusMe đã thống trị mùa giải LJL 2018 mùa xuân, chỉ để thua ba trận và kết thúc ở vị trí đầu tiên với thành tích loạt trận 10–0. Tuy nhiên, họ đã để thua PENTAGRAM (trước đây là Rampage) 0–3 trong trận chung kết tổng. Trong giải đấu LJL 2018 mùa hè, DetonatioN FocusMe đã thống trị giải đấu một lần nữa, kết thúc mùa giải ở vị trí đầu tiên với thành tích chuỗi 9–1. Không giống như mùa giải trước, DetonatioN FocusMe đã giành chiến thắng trong trận chung kết trước Unsold Stuff Gaming với tỷ số 3–1, đủ điều kiện để  giúp đội lần đầu tiên góp mặt tại Chung Kết Thế Giới 2018.
Trong giai đoạn Vòng Khởi Động của Chung Kết Thế Giới 2018, DetonatioN FocusMe rơi vào bảng C cùng với đội tuyển đến từ Bắc Mỹ - Cloud9 và đội tuyển đến từ Brazil - KaBuM! e-Sports . Sau khi thắng hai ván đấu với KaBuM! e-Sports (bao gồm cả loạt trận tiebreak), DetonatioN FocusMe trở thành đội tuyển Nhật Bản đầu tiên toàn thắng tại vòng một của Vòng Khởi Động tại Chung Kết Thế Giới và là đội Nhật Bản đầu tiên lọt vào vòng hai của Vòng Khởi Động. Nhưng đáng tiếc, họ đã bị loại khỏi giải đấu bởi Edward Gaming đếm từ Trung Quốc ở vòng hai với tỉ số 0-3.

#### 2019
DetonatioN FocusMe đã có một mùa giải thống trị LJL ở giai đoạn Mùa Xuân 2019, chỉ để thua Sengoku Gaming một trận duy nhất và kết thúc ở vị trí đầu tiên với thành tích 20–1. Điều này giúp đội đủ điều kiện tham dự trận chung kết tổng, nơi mà họ đánh bại Unsold Stuff Gaming với tỷ số 3–0 để dành vé tham dự Mid-Season Invitational 2019 với tư cách là đại diện của LJL.
DetonatioN FocusMe được xếp vào bảng B của vòng đầu tiên của Vòng Khởi Động giữa mùa giải 2019, cùng Vega Squadron đến từ Nga, Brazil INTZ e-Sports đến từ Brazil và MEGA Esports đến từ Thái Lan. Đội kết thúc ở vị trí thứ hai trong bảng của họ và vị trí thứ 8-9 chung cuộc với thành tích 4–2, không vượt qua được vòng thứ hai của giai đoạn Vòng Khởi Động.
DetonatioN FocusMe ở giai đoạn LJL Mùa Hè 2019 đã về nhất ở cả loạt trận vòng tròn và vòng loại trực tiếp, đánh bại V3 Esports ở trận chung kết với tỉ số 3-0 và dành lấy tấm vé tham dự Chung Kết Thế Giới 2019.

#### 2020
Ở mùa giải LJL Mùa Xuân 2020, DetonatioN FocusMe tiếp tục thống trị LJL khi kết thúc loạt trận vòng tròn ở vị trí thứ nhất với thành tích 12-2, chỉ để hóa 2 trận trước Sengoku Gaming và V3 Esports. Sau đó đánh bại Sengoku Gaming với tỉ số 3-1 tại trận chung kết. Đánh dấu chức vô địch thứ 10 của họ từ lúc tham gia đấu trường LJL chuyên nghiệp cho đến giờ, qua đó đại diện cho khu vực Nhật Bản tham dự giải đấu Mid-Season Invitational 2020. Tuy nhiên, do sự bùng phát của đại dịch COVID-19 nên giải đấu MSI năm đó đã bị hủy.
Ở giai đoạn LJL Mùa Hè 2020, DetonatioN FocusMe đã có 1 mùa giải không thể tệ hơn khi thành tích của họ tại loạt trận vòng tròn là 7-7 (bị cầm hòa 2 trận trước Burning Core, Fukuoka SoftBank HAWKS gaming và Crest Gaming Act. Thua 2 trận trước Sengoku Gaming và V3 Esports), chỉ dừng lại ở vị trí thứ 4 và không thể tiến vào vòng play-off

#### 2021
Tại LJL 2021 Mùa Xuân, DetonatioN FocusMe kết thúc giai đoạn loạt trận vòng tròn ở vị trị thứ nhất với thành tích 12-2 (Chỉ để bị cầm hòa 2 trận bởi Sengoku Gaming và Rascal Jester). Qua đó đánh bại V3 Esports ở trận chung kết với tỉ số 3-1 và dành lấy tấm vé tham dự Mid-Season Invitational 2021
Tại Mid-Season Invitational 2021, DetonatioN FocusMe rơi vào bảng C với DAMWON KIA đến từ Hàn Quốc, Cloud9 đến từ Bắc Mỹ và Infinity Esports đến từ Mỹ Latinh. Mặc dù đã rất cố gắng nhưng họ đành ngậm ngùi dừng chân với thành tích 2-4.
Tại LJL Mùa Hè, DetonatioN FocusMe tiếp tục cán đích ở vị trí thứ nhất sau loạt trận vòng tròn với thành tích 11-3 (Chỉ để bị cầm hòa 3 trận bởi Rascal Jester, AXIZ và V3 Esports). Sau đó đánh bại Rascal Jester 3-0 để lên ngôi vô địch và đại diện cho khu vực Nhật Bản tham dự Chung Kết Thế Giới 2021.
Với Vòng Khởi Động của Chung Kết Thế Giới 2021, DetonatioN FocusMe được xếp vào bảng B cùng với Cloud9 của Bắc Mỹ, Beyond Gaming của Đài Loan, Unicorns of Love của Nga và ⁠Galatasaray Esports của Thổ Nhĩ Kỳ. DetonatioN FocusMe đã hòa Cloud9 lần đầu tiên trong bảng B của họ và sau khi giành chiến thắng trong trận đấu tiebreak, DetonatioN FocusMe trở thành đội LJL đầu tiên giành được tấm vé tiến vào Vòng Bảng của Chung Kết Thế Giới.

#### 2022
LJL mùa xuân 2022 đánh dấu nhiều thay đổi lớn khi người chơi đường giữa Lee "Aria" Ga-eul chính thức chia tay DFM để quay trở về quê nhà và gia nhập KT Rolster ở LCK. Thay thế vị trí của Aria là Lee "Yaharong" Chan-ju từng thuộc chuyên chế của đội tuyển Fredit BRION (BRO). Yang "Gaeng" Gwang-woo rời DFM và Lee "Harp" Ji-yoong được đưa lên đánh chính. HLV trưởng Yang "Yang" Gwang-pyo chia tay DFM và người thay thế là người chơi hỗ trợ Kazuta "Kazu" Suzuki cùng với Kyohei "Ceros" Yoshida - người chơi đường giữa dự bị.
Với line-up hoàn toàn mới này, họ càn quét LJL mùa xuân và đứng nhất bảng với hiệu số 19-2 (chỉ để thua 2 game trước Rascal Jester) và sau đó đánh bại các đội tuyển khác rồi đi một mạch đến trận chung kết và giành chiến thắng trước Sengoku Gaming 3:2 trong 1 cặp trận BO5 vô cùng nghẹt thở. Qua đó đại diện LJL tham dự Mid-Season Invitational 2022 tại Busan.
Tại Mid-Season Invitational 2022, DetonatioN FocusMe rơi vào bảng A với T1 (Esports) đến từ Hàn Quốc, Team Aze của México và đại diện đến từ Việt Nam, Saigon Buffalo. Dù đã có những nỗ lực nhất định nhưng cuối cùng đành dừng chân với thành tích 1-5.
Quay trở về từ Mid-Season Invitational 2022, DetonatioN FocusMe không có sự thay đổi nào trong ban huấn luyện và các tuyển thủ của họ. Ho vẫn giữ vững phong độ và tiếp tục hủy diệt giải đấu LJL mùa hè với thành tích giống như họ đạt được ở LJL mùa xuân: Nhất bảng cùng với Sengoku Gaming, cùng hiệu số 19-2 (Chỉ để thua 2 trận trước Sengoku Gaming). Và một lần nữa đi thẳng một mạch đến trận chung kết và tái đấu với Sengoku Gaming để rồi hủy diệt họ với tỉ số 3:0. Qua đó lần thứ 14 nâng cao danh hiệu vô địch giải quốc nội LJL đồng thời dành tấm vé đại diện cho khu vực Nhật Bản tham giự Chung Kết Thế Giới 2022.